# Loxocera aristata
Loxocera aristata är en tvåvingeart som först beskrevs av Georg Wolfgang Franz Panzer 1801.  Loxocera aristata ingår i släktet Loxocera och familjen rotflugor. Arten är reproducerande i Sverige. Inga underarter finns listade i Catalogue of Life.